# Danmark (dokumentarfilm fra 1948)
 For alternative betydninger, se Danmark (flertydig). (Se også artikler, som begynder med Danmark)
Danmark er en dansk dokumentarfilm fra 1948 instrueret af Preben Frank efter eget manuskript. Der er benyttet filmmateriale fra en række andre ældre film.

## Handling
En idyllisk rejse gennem Danmark. Preben Franks Danmarksfilm giver en skildring af livet i Danmark. Den giver indtryk af dansk erhvervsliv, livet på landet og i byerne og en del af de smukkeste landskaber. Der vises glimt af oldtidens Danmark, vikingernes ruter og billeder fra de mange smukke gamle slotte. Filmen ender med Kong Frederik 9.'s udråbelse til konge på Christiansborg.